# Juurusjärvi
Juurusjärvi är en sjö i kommunen Kärsämäki i landskapet Norra Österbotten i Finland. Sjön ligger 116 meter över havet. Arean är 77 hektar och strandlinjen är 7,11 kilometer lång. Sjön  ingår i Pyhäjoki älvs huvudavrinningsområde.   Den ligger omkring 110 kilometer söder om Uleåborg och omkring 430 kilometer norr om Helsingfors. 